# Nacho Dogan
Nacho Dogan (Madrid, 27 de enero de 1952 - 16 de enero de 1990) fue un disc-jockey español.
Hijo del violinista húngaro Kurt Dogan, desde muy joven pudo acceder a los circuitos artísticos, pues en los años setenta su padre regentaba la Sala Florida Park. Con tan sólo 17 años Nacho comenzó a trabajar en radio y en el departamento de promoción de una empresa discográfica.
Su mayor popularidad llegó a partir de 1979 cuando José Luis Uribarri lo contrató para presentar una sección en su programa Aplauso. La sección se llamó La marcha de Nacho, y él aparecía con la cara totalmente pintada de blanco. Su imagen y su forma de dar paso a las actuaciones, con influencia de los disc-jockeys americanos, figura casi desconocida en España, calaron entre el público, y gracias a ese reconocimiento llegó a grabar un par de discos: Da, da, da (versión en español del tema del grupo alemán Trio) y Aloa Hee, sendos maxis de Polygram y producidos por Carlos García-Vaso (Quien también tocó los instrumentos) publicados en 1982.
En 1983, se pasaría a la radio y siguió pinchando discos en la cadena Antena 3 Radio.
Años después, en un giro en su carrera, montó la sala Chatanooga, especializada en bailes de salón.
En 1989 regresó a televisión, al programa Pero ¿esto qué es?, donde presentaba una sección llamada Dogan's Club.
Sin embargo, en 1990, su carrera se vio truncada al aparecer muerto, con tan sólo 37 años de edad, a consecuencia de un paro cardiaco.